# Le Temple, Gironde
Le Temple är en kommun i departementet Gironde i regionen Nouvelle-Aquitaine i sydvästra Frankrike. Kommunen ligger i kantonen Castelnau-de-Médoc som tillhör arrondissementet Lesparre-Médoc. År 2022 hade Le Temple 648 invånare.

## Befolkningsutveckling
Antalet invånare i kommunen Le Temple
Referens:INSEE